# Myrmus miriformis

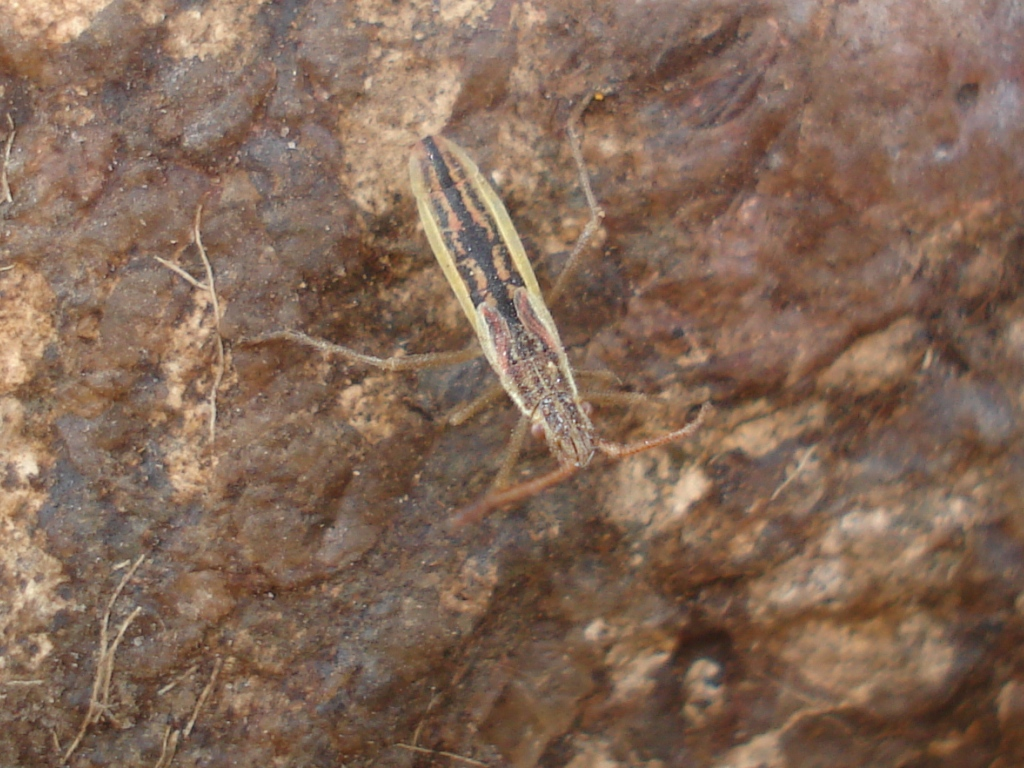
Myrmus miriformis, Männchen

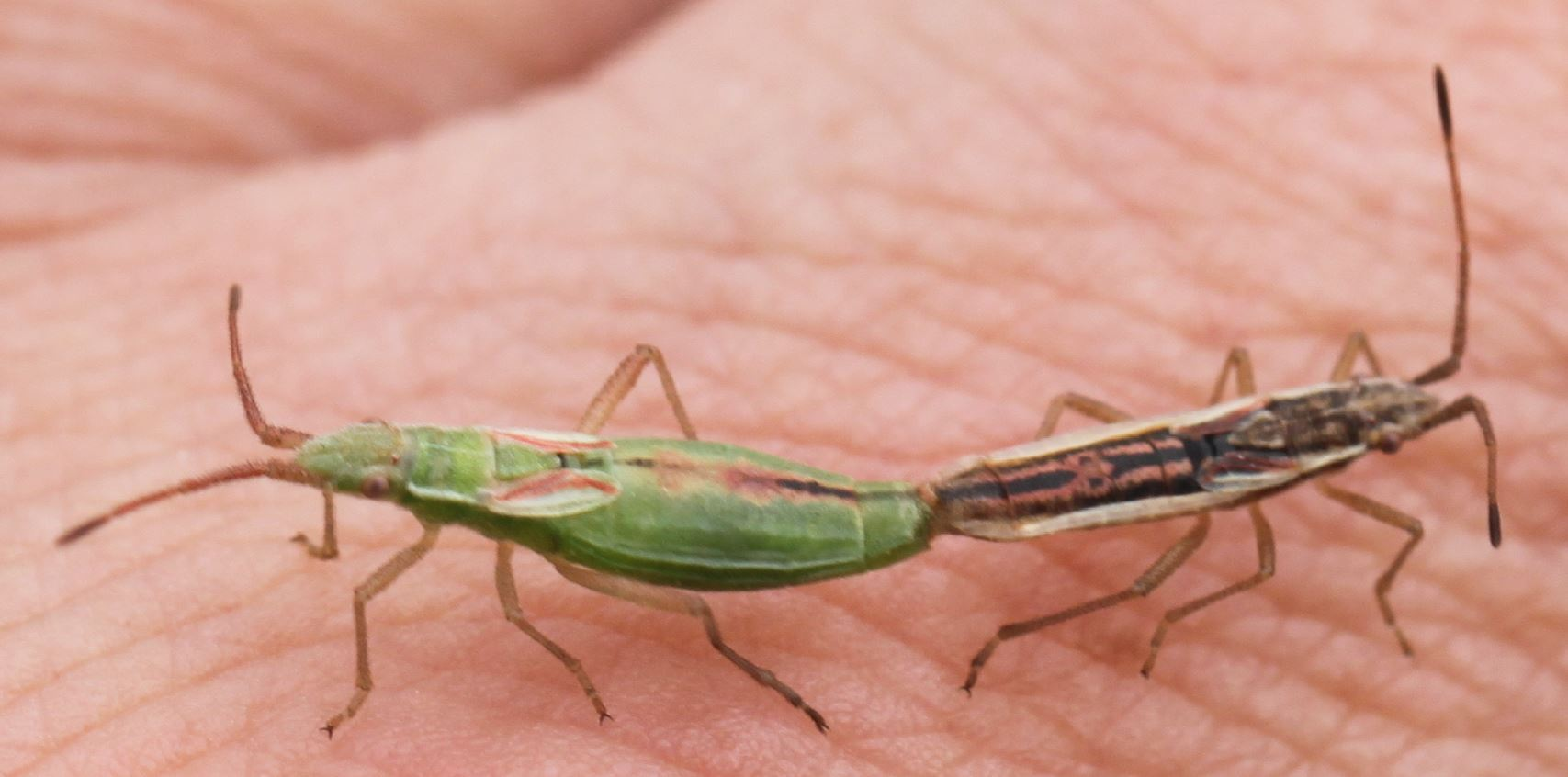
Paarung; braune Form des Männchens (rechts)

Myrmus miriformis, auch Ameisen-Glasflügelwanze genannt, ist eine Wanze aus der Familie der Glasflügelwanzen (Rhopalidae).

## Merkmale
Die Wanzen werden 6,5 bis 9,0 Millimeter lang. Sie haben einen langgestreckten, schlanken und weitgehend unbehaarten Körper, der ihnen Ähnlichkeit mit Weichwanzen (Miridae) verleiht. Es gibt bei den Männchen zwei Farbmorphen. Eine grüne, rot gemusterte und eine braune. Die Weibchen sind fast immer grün. Letztere können auch durch ihre größeren Körper und den ovaleren Körperbau von den Männchen unterschieden werden. In der Regel haben die Tiere verkürzte (brachyptere) Flügel, voll geflügelte (makroptere), flugfähige Tiere sind selten.

## Verbreitung und Lebensraum
Die Art kommt in ganz Europa – mit Ausnahme des südlichen Mittelmeerraums – vor. Südöstlich reicht ihr Verbreitungsgebiet bis in die Kaspische Region. In Mitteleuropa ist die Art weit verbreitet und in der Regel häufig. Man findet sie in den Alpen bis deutlich über 1000 Meter Seehöhe, in Tirol auch in alpinen Lagen. In Großbritannien ist sie in England und Wales verbreitet. Besiedelt werden anders als bei Chorosoma schillingii verschiedene Lebensräume. Man findet sie sowohl in warmen und trockenen, als auch feuchten und halbschattigen Bereichen auf verschiedenen Böden.

## Lebensweise
Die Tiere ernähren sich von Süßgräsern (Poaceae), wobei unbekannt ist, ob es spezielle Nahrungspflanzen gibt. Sie saugen an deren Blättern und unreifen Samen. Die Entwicklung gleicht im Wesentlichen der von Chorosoma schillingii. Die Imagines treten allerdings schon ab Mitte Juni auf. Es wird vermutet, dass an günstigen Standorten im Süden Deutschlands auch zwei Generationen auftreten, wie dies in Südosteuropa, wie etwa auch der Slowakei der Fall ist.

## Entwicklungsstadien
Auf den folgenden Bildern sind mehrere Entwicklungsstadien von Myrmus miriformis als Nymphe zu sehen.

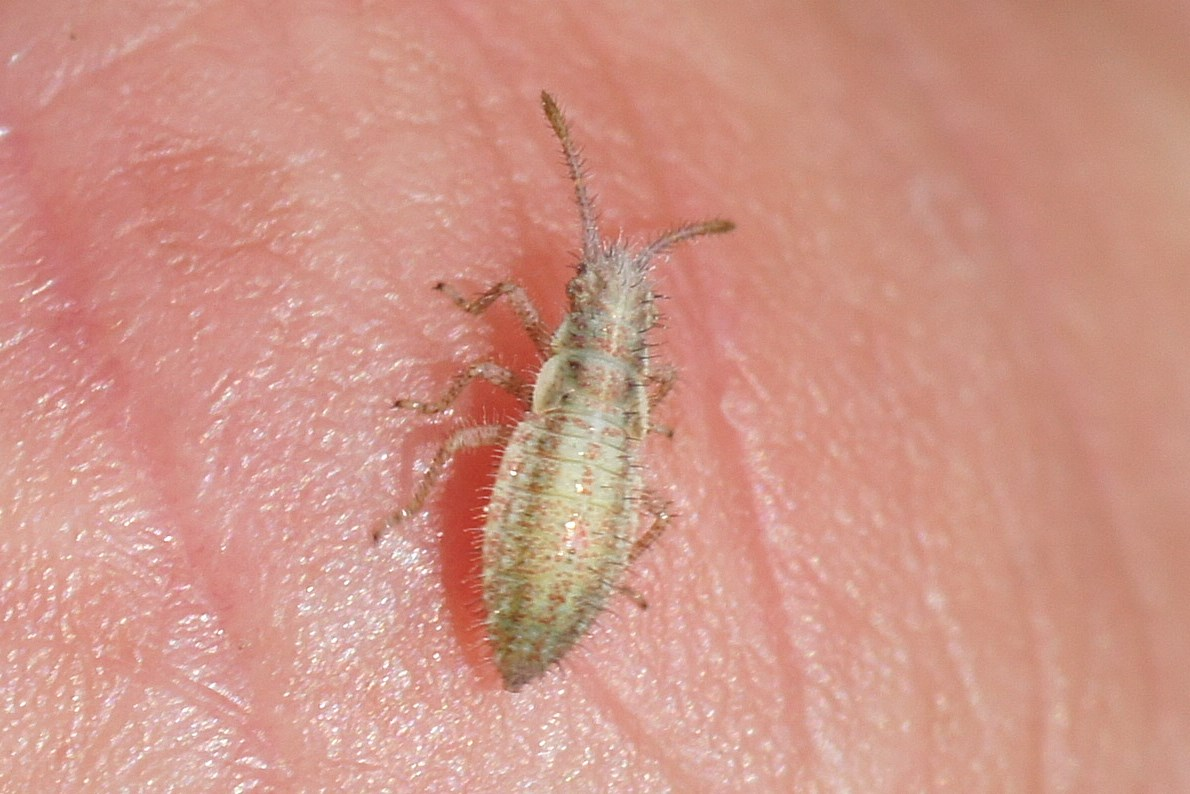
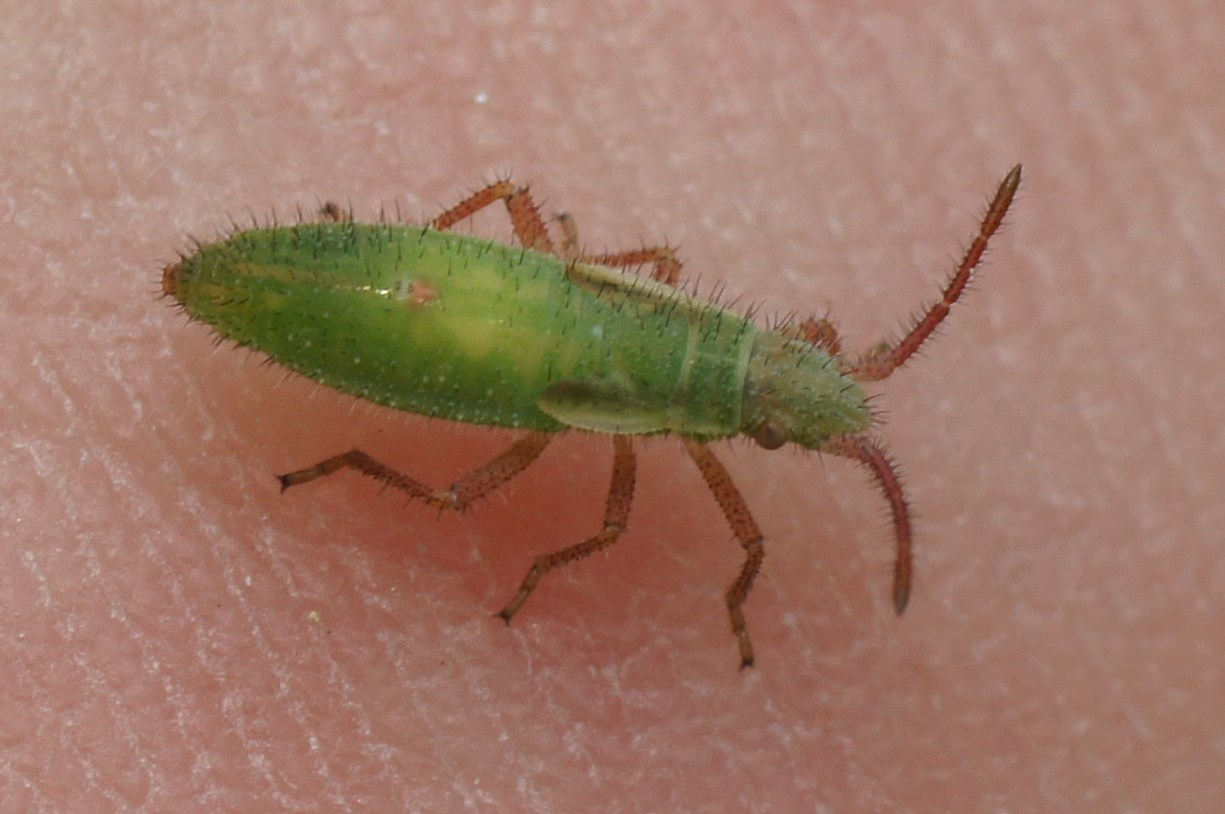

## Belege